# Golden Spoon
A Golden Spoon Frozen Yogurt é uma cadeia de retalho de iogurte congelado com sede em Rancho Santa Margarita, Califórnia. As lojas estão localizadas no oeste dos Estados Unidos, principalmente na Califórnia, Nevada e Arizona, e internacionalmente em Tóquio e Sendai, Japão e Metro Manila, Filipinas.
As lojas Golden Spoon oferecem uma variedade de sabores e coberturas de iogurte congelado. Os empregados servem o iogurte em cones ou copos com a sua colher de plástico dourada caraterística.